# پیمان بخارست
پیمان بخارست عهدنامه‌ای بود که پس از پایان جنگ دوم بالکان میان بلغارستان و دشمنانش، در ۱۰ اوت ۱۹۱۳ به میانجی‌گری امپراتوری روسیه امضا گردید.

## عهدنامه
بر طبق این عهدنامه:
- بلغارستان بخش عظیمی از سرزمین‌های متصرفی را از دست داد.
- پادشاهی مقدونیه از بلغارستان مستقل شد.
- تراکیه شرقی بار دیگر به امپراتوری عثمانی بازگردانده شد.
- بلغارستان در عوض ضررهایش، تراکیه غربی و بخشی از مقدونیه را بدست آورد و جمعیتش از ۴٫۳ میلیون به ۴٫۷ میلیون نفر افزایش پیدا کرد.
- صربستان نیز با افزایش قلمرو خویش، جمعیتش را از ۲٫۹ میلیون به ۴٫۵ میلیون نفر افزایش داد.
- یونان اجازه یافت متصرفاتش را نگه دارد.
- ناحیه اپیروس شمالی به کشور آلبانی الحاق یافت.[۱]

## نتایج
این عهدنامه به دو دستگی کشورهای بالکان انجامید؛ به طوری که در جنگ جهانی اول (۱۹۱۴ میلادی) بلغارستان و عثمانی به امپراتوری آلمان و اتریش-مجارستان پیوستند و در مقابل، کشورهای یونان، صربستان و رومانی طرف متفقین را گرفتند. همچنین در نتیجه این عهدنامه موقعیت اتحاد مثلث در بالکان ضعیف گردید چرا که صربستان به قدرتی بزرگ تبدیل شده بود و ممکن بود مرکز وحدت بالکان بشود، یونان و رومانی رابطه حسنه‌ای با هم برقرار کرده بودند، بلغارستان از امپراتوری اتریش-مجارستان دلسرد شده بود و آلمان به خاطر اینکه مانع دخالت اتریش مجارستان شده بود خود را ملامت می‌کرد.